# Тібесті (регіон)
Тібе́сті (фр. Tibesti, араб. منطقة تبستي) - один з 22 регіонів Чаду. Створений 19 лютого 2008 року в ході адміністративної реформи Чаду, в результаті якої було збільшено число регіонів, до реформи входив до складу більшого регіону Борку-Еннеді-Тібесті.
- Адміністративний центр - місто Бардаї.
- Площа - 130 000 км², населення - 21 970 осіб (2009 рік).

Назва регіону походить від розташованого на його території нагір'я Тібесті.

## Географія
Регіон Тібесті повністю розташований в пустельній зоні на півночі Чаду. Рельєф визначається нагір'ям Тібесті. Клімат різко континентальний, температура влітку піднімається до 45°C.

## Історія
Скельні малюнки в Тібесті свідчать про те, що тут існувала неолітична цивілізація 25 тисяч років тому.
Першим європейцем, який відвідав Тібесті і місто Зуарі без дозволу, був Густав Нахтігаль в 1859 році. Він був засуджений до смертної кари, його прохання про помилування було відхилено, але він був врятований князем Арамі Тетімі, котрий надала Нахтігалю притулок.
Після утворення регіону, в лютому 2008 року, губернатором Тібесті був призначений Аліфа Веддейе (фр. Alifa Weddeye). У березні того ж року його змінив Сугі Аннар (фр. Sougui Annar), а 25 листопада 2009 року губернатором став Уардугу Болу.

## Населення
Регіон населений тубу, які мешкають не тільки в Чаді, але також в Нігері, Лівії, Судані та Єгипті. Населення сповідує іслам суннітської течії.

## Адміністративний поділ
Складається з двох департаментів: Східне Тібесті (адміністративний центр - Бардаї) та Західне Тібесті (Зуар).

## Економіка
Основа їх життєвого укладу - сільське господарство, як тваринництво (розведення кіз та верблюдів), так і землеробство (фінікові пальми). Частина населення веде повністю кочовий спосіб життя.